# 阿瑟·圣莱昂

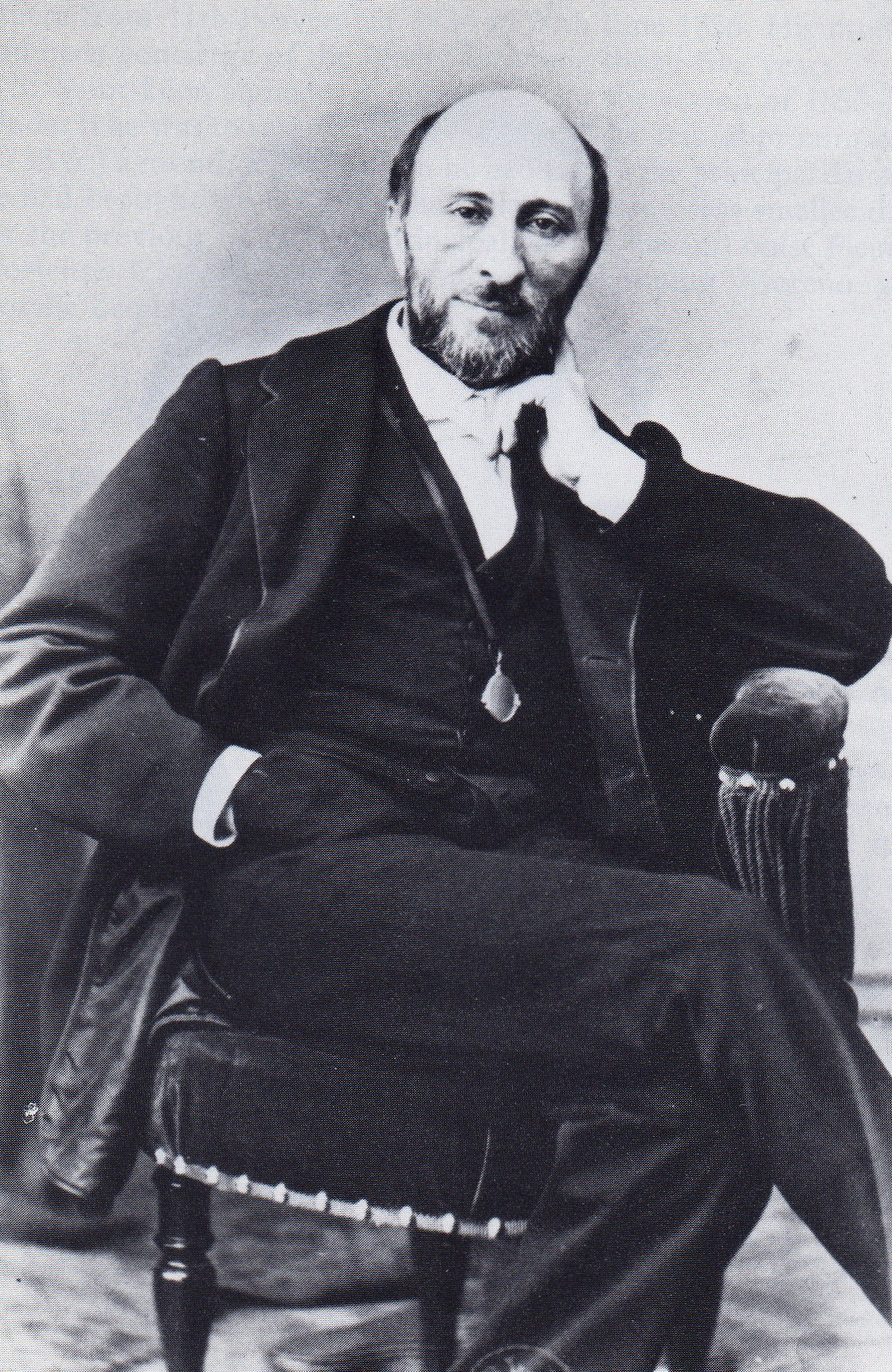
阿瑟·圣莱昂

亚瑟·圣莱昂 (1821年9月17日- 1870年9月2日) 是法國芭蕾舞者，生于巴黎，他的父亲是宫廷和剧院芭蕾舞团的舞蹈老师。 圣莱昂曾跟随尼古洛·帕格尼尼学习小提琴。同时，他还学习芭蕾舞。1859年至1869年間他是俄罗斯帝国芭蕾舞团的芭蕾舞團首席舞者，葛蓓莉亞中的舞步就是由其設計的。